# برنارد کانگرو

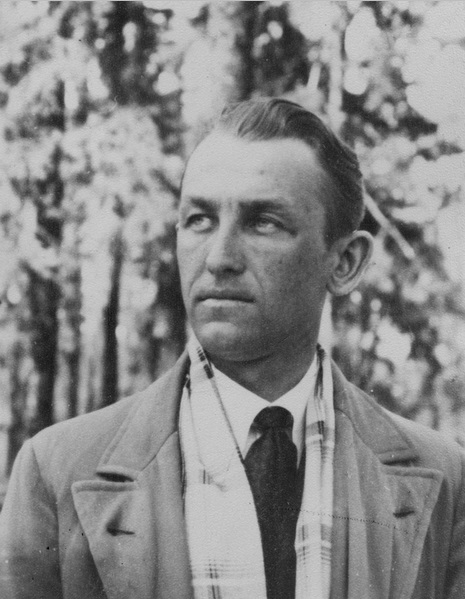

برنارد کانگرو (به استونیایی: Bernard Kangro) ‏(۱۸ سپتامبر ۱۹۱۰ در روستای اوئه شهرستان ورو، استونی - † ۲۵ مارس ۱۹۹۴ در لوند سوئد) نویسنده و شاعر استونیایی بود.
کانگرو شاعر و نویسندهٔ پرکاری بود که بیش از ۱۵ مجموعهٔ شعر و ۱۵ رمان از وی چاپ و منتشر شده‌است.
برنارد کانگرو در شهر لوند، زندگی می‌کرد و سال‌ها در این شهر مدیریت اتحادیهٔ نویسندگان استونی را بر عهده داشت. او عهده‌دار مدیریت مجله «سرزمین سوخته» بود که از سال ۱۹۵۰ منتشر می‌شود.